# Benjamin Van Camp
Benjamin (B.K.G.) Van Camp (Mechelen, 26 december 1946) is een Belgisch bestuurder, hematoloog, hoogleraar en voormalig rector magnificus van de Vrije Universiteit Brussel.

## Leven en werk
Van Camp werd in 1946 in Mechelen geboren. Hij studeerde geneeskunde aan de Vrije Universiteit Brussel en studeerde in 1971 cum laude af. Hij specialiseerde tot internist-klinisch hematoloog en deed wetenschappelijk onderzoek als postdoctoraal fellow bij de Stanford-universiteit en later als gastprofessor aan de University Tucson Cancer Center. 
Van 2000 tot 2008 was Van Camp rector van de Vrije Universiteit Brussel. Sindsdien hij emeritus hoogleraar hematologie en immunologie aan de Vrije Universiteit Brussel en ere-diensthoofd oncologie en hematologie van het Universitair Ziekenhuis Brussel. Hij is lid van nationale en internationale wetenschappelijke jury's en adviescommittees en lid/voorzitter van non-profit-organisaties.
In 2006 ontving Van Camp de persoonlijke adellijke titel van baron door koning Albert II, wegens zijn prestaties in de biowetenschappen en in de Belgische academische wereld.